# Ticket to Ride (gioco)

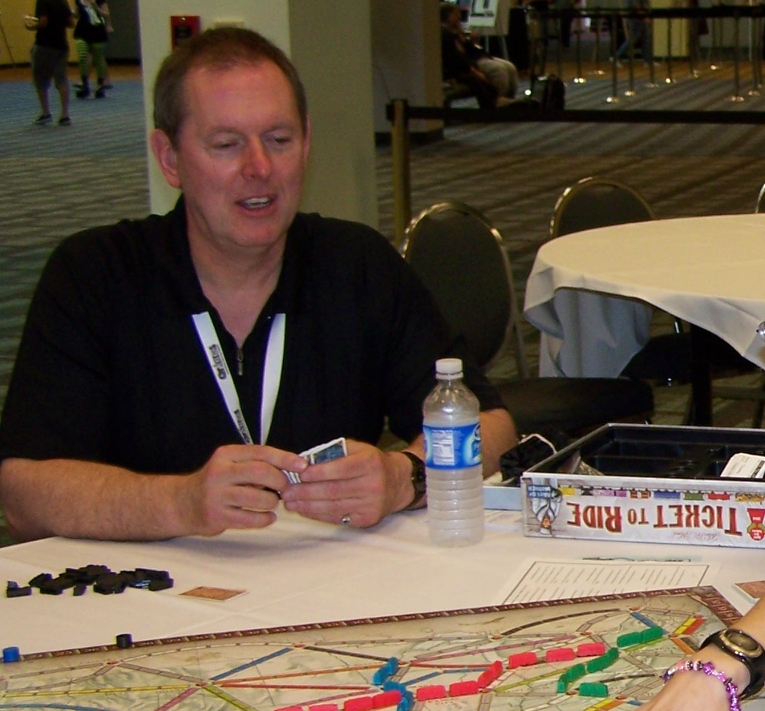
Alan R. Moon intento a giocare una partita a Ticket to Ride

Ticket to Ride è un gioco da tavolo in stile tedesco di ambientazione ferroviaria progettato da Alan R. Moon e pubblicato nel 2004 dall'editore Days of Wonder, in cui i giocatori devono costruire una rete ferroviaria, collegando le città presenti sul tabellone secondo degli obiettivi forniti dalle carte.
Il gioco ha vinto il premio Spiel des Jahres nel 2004 come miglior gioco per famiglie dell'anno, l'Origins Award come "miglior gioco da tavolo" (Best Board Game) nel 2004 e i premi Diana Jones Award e As d'Or nel 2005; è arrivato secondo nel Schweizer Spielepreis for Family Games. Ticket to Ride: Europe ha vinto l'International Gamers Award nel 2005.
Dall'agosto 2008, secondo l'editore sono state vendute oltre 7.000.000 di copie del gioco.

## Regole del gioco
All'inizio, i giocatori scelgono un certo numero di carte destinazione che mostrano ognuna una coppia di città presenti sulla mappa di gioco.
Questi sono gli obiettivi: rappresentano i due estremi che i giocatori devono cercare segretamente di collegare.
Ad ogni turno, i giocatori raccolgono le carte vagone ferroviario di diversi colori (tra cui le carte jolly Locomotiva), possono raccogliere carte destinazione supplementari, o giocare le carte vagone ferroviario già raccolte per unire percorsi ferroviari presenti sulla mappa di gioco e guadagnare punti di conseguenza: più è lungo il tratto ferroviario realizzato e più punti si guadagnano.
La mappa rappresenta la rete ferroviaria degli Stati Uniti (che comprende anche porzioni meridionali del Canada).
Gli itinerari sono di varia lunghezza (e richiedono un numero variabile di corrispondenti carte colorate) e ogni itinerario segnato sulla mappa può essere raggiunto da un solo giocatore, salvo quelle città che sono collegate da due percorsi paralleli, che possono poi essere rivendicati da giocatori differenti.
I percorsi più lunghi danno in proporzione più punti dei percorsi più brevi; ad esempio, un percorso della lunghezza di quattro vagoni vale più di due percorsi di due vagoni ciascuno.
Il gioco termina quando un giocatore ha esaurito o quasi esaurito la sua fornitura di vagoni colorati (quando essa scende a 2 carrozze o meno); nel momento in cui si verifica ciò, ogni giocatore gioca un ultimo turno (il giocatore "scatenante" ne giocherà invece ben 2), dopo di che ciascuno rivela le sue carte destinazione nascoste e si procede al conteggio dei punti.
I punteggi sono calcolati per aver completato con successo le rotte indicate dalle carte, per il percorso continuativo più lungo, anche collegato da più percorsi diversi, ecc..
Vengono invece sottratti punti per eventuali itinerari acquisiti ma non completati.
Il bonus assegnato al giocatore che ottiene il percorso continuativo più lungo, anche collegato da più percorsi diversi, è pari a dieci punti.

## Espansioni e nuove versioni
Visto l'enorme successo mondiale del gioco, nel corso degli anni sono uscite molte espansioni e nuove versioni.

### Principali nuove versioni
Le varie nuove versioni del gioco hanno modificato leggermente le regole base oltre a proporre diverse ambientazioni:
- 2005 - Ticket to Ride: Europe;
- 2006 - Ticket to Ride: Märklin;
- 2007 - Ticket to Ride: Nordic Countries;
- 2012 - Ticket to Ride: Deutschland;
- 2016 - Ticket to Ride: Rails & Sails;
- 2017 - Ticket to Ride: Germany (TTR Deutschland + esp. Deutschland 1902);
- 2022 - Ticket to Ride: Northern Lights;

### Espansioni
- 2004 - Mystery Train;
- 2006 - USA 1910 (per Ticket To Ride);
- 2008 - The Dice Expansion;
- 2009 - Europa 1912 (per TTR Europe);
- 2011 - Alvin & Dexter;
- 2015 - Deutschland 1902 (per TTR Germany);
- 2020 - Stay at Home (versione "print & play")[4].

### Mappe
Inoltre, nel corso degli anni sono uscite anche altre mappe, da impiegare con il gioco base, che introducono regole aggiuntive o varianti di regole:
- 2007 - Ticket to Ride: Switzerland;
- 2011
  - Ticket to Ride Map Collection: Volume 1 – Team Asia & Legendary Asia;
  - Ticket to Ride Map Collection: Volume 2 – India & Switzerland;
- 2012 - Ticket to Ride Map Collection: Volume 3 – The Heart of Africa;
- 2013 - Ticket to Ride Map Collection: Volume 4 – Nederland;
- 2015 - Ticket to Ride Map Collection: Volume 5 – United Kingdom & Pennsylvania;
- 2017 - Ticket to Ride Map Collection: Volume 6 – France & Old West;
- 2019 
  - Ticket to Ride: Polska;
  - Ticket to Ride Map Collection: Volume 7 – Japan & Italy;
- 2024 - Ticket to Ride Map Collection: Volume 8 – Iberia & South Korea;

### Edizioni speciali

#### L'edizione del decennale
Nel 2014 è uscita l'edizione deluxe commemorativa del decennale chiamata Ticket to Ride: 10th Anniversary, con tabellone più grande e con nuove illustrazioni e grafica, carte più grandi e i nuovi treni personalizzati contenuti in scatoline di latta.

#### Ticket To Ride: Europe - 15th anniversary
Nel 2021 è uscita l'edizione deluxe per i 15 anni di Ticket To Ride: Europe, chiamata Ticket To Ride: Europe - 15th anniversary, contenente il gioco base più l'espansione Europa 1912, un tabellone più grande, nuova grafica e treni più curati rispetto all'edizione base.

#### Ticket To Ride: Leggende del Vecchio West
Questa versione, pubblicata nel 2023, contiene al proprio interno una componente narrativa, dove un massimo di 5 giocatori si sfida su una mappa "in sviluppo", interpretando 5 pionieri che svilupperanno la propria rete ferroviaria nell'America del Vecchio West. Fa parte della categoria dei giochi "Legacy", in cui alcune componenti vengono permanentemente eliminate, e la copia finale del gioco è unica da proprietario a proprietario.

### Altre edizioni
- 2008 - Ticket to Ride: The Card Game;
- 2016 - Ticket to Ride: First Journey (U.S.);
- 2017 - Ticket to Ride: First Journey (Europe);

### SerieCities
A partire dal 2018 sono uscite delle edizioni di Ticket to Ride ambientate in importanti città, con regole semplificate e dalla durata ridotta:
- 2018 - Ticket to Ride: New York;
- 2019 - Ticket to Ride: London;
- 2020 - Ticket to Ride: Amsterdam;
- 2022 - Ticket to Ride: San Francisco;
- 2023 - Ticket to Ride: Berlino;
- 2024 - Ticket to Ride: Parigi.

## Premi e riconoscimenti
Il gioco ha vinto i seguenti premi e avuto i seguenti riconoscimenti:
- 2004
  - Spiel des Jahres: vincitore[7];
  - Origins Award: miglior gioco da tavolo (Best Board Game)[2];
  - Deutscher Spiele Preis: 6º classificato;
  - Meeples' Choice Award;
  - Boardgameratings: Best Family Game;
  - Japan Boardgame Prize: gioco vincitore;
- 2005
  - International Gamers Award: per Ticket to Ride: Europe;
  - Juego del Año: vincitore;
  - As d'Or: vincitore[8];
- 2006
  - Japan Boardgame Prize;

## Campionato italiano di Ticket to Ride
Organizzato dal 2014 al 2016 da Asterion, editore del gioco, e svolti agli Asterion days nel mese di giugno.
Successivamente organizzato dalla BIG dal 2018, coinvolge ogni anno centinaia di giocatori e appassionati da tutta Italia. Di seguito l'elenco delle edizioni con i relativi vincitori.
| Edizione | Anno | Sede della finale | Manifestazione | Campione d'Italia     | Secondo classificato      | Terzo classificato   | Quarto classificato |
| -------- | ---- | ----------------- | -------------- | --------------------- | ------------------------- | -------------------- | ------------------- |
| I        | 2014 | Zola Predosa      | Asterion days  | Marco Pellini         | Lorenzo Locatelli         | Antonio Martino      | Daniele Capra       |
| II       | 2015 | Zola Predosa      | Asterion days  | Gianfranco Buccoliero | Andrea Ferrari            | Daniele Dangelosante | Manuela Bellomo     |
| III      | 2016 | Caorle            | Asterion days  | Andrea Ferrari        |                           |                      |                     |
| IV       | 2018 | Pisa              | PisaCON        | Giada Martignani      | Carmine Vattimo           | Davide Genestreti    | Gabriele Timolati   |
| V        | 2019 | Pisa              | PisaCON        | Carmine Vattimo       | Andrea Artesino           | Gabriele Timolati    | Davide Genestreti   |
| VI       | 2022 | Aosta             | GiocAosta      | Gabriele Timolati     | Martina Caccia            | Giacomo Lonati       | Serena De Angelis   |
| VII      | 2023 | Aosta             | GiocAosta      | Carmine Vattimo       | Claudio Vironda           | Simone Tito          | Francesco Pagnotta  |
| VIII     | 2024 | Torino            | ToPlay         | Gianfranco Buccoliero | Alessandro Cannavacciuolo | Denis Saullo         | Sandro Arnod        |

## Altre versioni
Nel 2008 è stata pubblicata la versione videoludica del gioco per la piattaforma Xbox 360, distribuita tramite scaricamento digitale sul sistema Xbox Live nella sezione dei titoli Arcade; suddetta versione ricalca i meccanismi del gioco da tavolo permettendo a più giocatori di partecipare ad una partita in multiplayer tramite Xbox Live.
Il titolo dispone inoltre delle espansioni Usa 1910 e Europa 1912 come contenuti aggiuntivi acquistabili a parte sempre sul marketplace di Xbox Live.
Esiste anche la versione digitale per Playstation. Nello store PS oltre alla versione originale sono acquistabili le espansioni con le varie varianti USA, Pennsylvania, Europa e varianti, Francia, UK, Germania, Svizzera, Paesi nordici, Asia e India